# Épisodes spéciaux de Wakfu
Chronologie
Saison 2 Saison 3
Cet article présente les trois épisodes spéciaux, parfois appelés « OAV », nommés Quête des six Dofus Eliatropes, de la série télévisée d'animation Wakfu. Ils se situent chronologiquement après le manfra Wakfu et avant la troisième saison. Ils sont commandés par France 3 en 2010, avant la diffusion de la saison 2.

## Livre 1:Le trône de glace
- Musique : Guillaume Houzé
- Production : Emmanuel Franck, Tot

Un étrange messager répondant au nom d'Otomaï vient annoncer aux membres de la Confrérie du Tofu, que leur amie, la princesse Amalia, a grand besoin d'eux. La situation est grave : Ogrest a eu une nouvelle crise de larmes qui a inondé une grande partie du Royaume Sadida. Pire, les six Dofus Eliatropes, les seuls artefacts capables de l'arrêter, ont disparu !
Seuls deux d'entre eux ont été localisés : ils sont en possession du perfide Comte Harebourg, maître de l'île de Frigost. Il consent à les remettre au Roi Sadida en échange de la main de sa fille. Prenant son rôle de princesse très au sérieux, et prête à tout pour sauver son peuple, Amalia accepte la proposition et c'est la Confrérie au grand complet qui l'accompagne jusqu'à Frigost.
Cependant, bien que le Comte Harebourg soit éperdument fou d'Amalia, ce n'est qu'un piège pour attirer Yugo à Frigost afin qu'il lui explique comment se servir des Dofus. Si ce dernier refuse, il se servira des forêts Sadidas comme combustible pour chauffer Frigost.
Amalia ignore tout cela et s'apprête à épouser le Comte, heureusement Yugo arrive juste à temps pour annuler le mariage et le Comte se démontre particulièrement difficile à battre. C'est d'ailleurs Amalia qui parviendra à le vaincre, bien qu'il parvienne finalement à s'enfuir.

## Livre 2:Ush
- Musique : Guillaume Houzé
- Production : Emmanuel Franck, Tot
- Character designer :

Dans les geôles d'Harebourg, nos héros découvrent Joris, Kerubim et Atcham enfermés dans des blocs de glace. Une fois libérés, ces derniers racontent comment ils sont entrés en possession des six Dofus Eliatropes et comment ils les ont presque aussitôt perdus. Les membres d'une mystérieuse confrérie, appelée la Fratrie des Oubliés, les leur ont dérobés.
Otomaï et Adamaï découvrent au Royaume des Vents, que Dame Echo, Grande Sœur de la Fratrie des Oubliés, a volé les Dofus Eliatropes pour empêcher Yugo et Adamaï de les utiliser. Car d'après elle, si les six Dofus Éliatropes rentrent en contact avec les six Dofus d'Ogrest, cela pourrait détruire le monde.
Pendant ce temps, Goultard contacte Tristepin par télépathie pour lui annoncer qu'il est la réincarnation du Dieu Iop. Tristepin en est tout chamboulé... et ses amis aussi. Mais cette nouvelle pourrait permettre au Royaume Sadida d'être sauvé des eaux.
Peu après, Yugo se joint à Joris, Atcham et Kerubim pour explorer la Dimension Ecaflip, où Ush les attend avec les deux Dofus Eliatropes. Un combat acharné s'est déroulé mélangeant Ush, Remington, Maskemane et Percimol contre Yugo, Joris, Kerubim et Atcham au terme duquel ils parviennent à récupérer les deux Dofus.

## Livre 3:Mont dragons
- Musique : Guillaume Houzé
- Production : Emmanuel Franck, Tot

De retour au royaume Sadida, Yugo découvre que Tristepin a décidé de combattre Ogrest. Tristepin s'est donc rendu seul et en secret sur le mont Zinit (bien qu'il n'en ait parlé qu'à Elely et Flopin). La Confrérie du Tofu débat longtemps, ses membres ne sachant pas s'ils doivent aider Pinpin et sachant que celui-ci va se faire massacrer, cela vire même aux représailles surtout pour Adamaï qui ne souhaite pas mettre en danger le Monde des Douze. En effet, même les dieux ne peuvent rien face à Ogrest.
Yugo, est très inquiet pour l'état de Tristepin s'il se bat contre l'ogre, mais pourtant, il compte l'aider. Le destin du Monde des Douze est plus que jamais entre leurs mains.
Otomaï décide d'accompagner Yugo jusque sur le Mont Dragons où se déroule la bataille. Étant le père adoptif d'Ogrest, il le connaît bien et a élaboré un plan pour le vaincre. En réalité, le caractère agressif d'Ogrest vient du fait qu'il a avalé les six Dofus Primordiaux. Otomaï demande à Yugo et Tristepin de tenir la mâchoire d'Ogrest ouverte pour qu'il puisse aller les récupérer.
Au terme du chemin menant aux Dofus dans l'organisme d'Ogrest, c'est Ogrest enfant qui apparaît à Otomaï lui disant qu'il l'a abandonné et déçu par la même occasion. Mais Otomaï, bouleversé, lui promet qu'il fera tout pour se faire pardonner mais qu'avant cela il doit sauver le Monde des Douze !
À la suite de cela, Otomaï se jette sur les Dofus Primordiaux, ce qui malheureusement est une mauvaise idée, puisqu'il vient de réveiller les six Dragons Primordiaux qui les gardent. Ceux-ci obéissant à Ogrest se jettent sur Tristepin et Yugo qui, malgré leurs grands pouvoirs, ne peuvent faire face (Yugo ne pouvant se battre de toutes ses forces puisqu'il pourrait détruire le monde et de plus chaque coup qu'il reçoit affaiblit le Wakfu du Monde des Douze également). Celui-ci décide alors de soulever le mont Zinit jusque dans le Krosmoz afin de régler le problème. Mais après cela, Yugo est beaucoup trop affaibli et Tristepin fait face aux six Dragons primordiaux qui lui donne bien du fil à retordre, et celui-ci finit par se retrouver perché au-dessus du vide en mauvaise posture quand soudain Dardondakal le dragon blanc surgit et lui arrache violemment le bras avec sa mâchoire sous les yeux de Yugo, impuissant. Tristepin s'évanouit, perdant ses pouvoirs de dieu, ce que Goultard ressent immédiatement. Yugo, quant à lui, se bat avec fougue, mais le mont Zinit se détruit et ses morceaux, tels des météores, s'abattent sur le Monde des Douze.
Tristepin se réveille et avertit Yugo que ses pouvoirs vont détruire leur monde. Cela distrait Yugo, qui comptait donner toute sa rage pour venger Tristepin, mais Ogrest profitant de l'occasion lui donne une énorme baffe, ce qui propulse nos deux héros à terre et se retrouve face à Ogrest qui est sur le point de les achever. Mais heureusement, Otomaï sort de sa gorge avec les Dofus Primordiaux, Ogrest se retransforme en sa version enfant qui enlace son père adoptif (Otomaï). Les dragons ne peuvent plus les attaquer puisqu'Ogrest est avec eux.
Le mont Zinit s'étant levé trop peu dans l'espace, il risque de s'écraser contre la planète du Monde des Douze. Par le choc, la planète serait détruite. Yugo ne sait plus quoi faire pour éviter la catastrophe. Goultard entre en communication télépathique avec lui et lui propose d'ouvrir un portail géant pour envoyer cette montagne s'écraser dans la Shukrute (le monde des Shushus) où il se trouve actuellement. Comme Yugo est en relation télépathique avec Goultard grâce à Tristepin, il peut visualiser la destination et parvient à ouvrir un portail assez grand pour que la montagne s'y engouffre.
En voyant la montagne débarquer dans la Shukrute, Goultard bondit dessus et en plein élan, attrape tout le monde (ainsi que les Dofus) et traverse le portail avant qu'il ne se referme (puis ils atterrissent dans le désert de l'épisode 22 de la saison 1).
De nouveau dans le Monde des Douze, Ogrest confie la garde des Dofus primordiaux aux dragons pendant que Yugo demande à Goultard de veiller sur les Dofus Eliatropes.